# Matos
Matos je priimek v Sloveniji in tujini. Po podatkih Statističnega urada Republike Slovenije je na dan 1. januarja 2010 v Slovenjiji uporabljalo ta priimek 40 oseb.  

## Znani slovenski nosilci priimka
- Barbara Zalaznik Matos, violinistka
- Erika Matos, zdravnica onkologinja
- Janez Matos geograf, ekolog in Petra Matos, novinarka, publicistka, ekologinja (oba *1981)
- Milan Matos (1945−2020), založnik
- Urša Matos, novinarka

## Znani tuji nosilci priimka
- André Matos, brazilski pevec
- Carlos Matos (*1976), potrugalski rokometaš
- Marcos Matos, perujski pesnik